# 18歳意識調査
18歳意識調査（18さいいしきちょうさ）は、日本財団によって2018年より実施され、日本で行われている調査。

## 概要
18歳が何を考えて、何を思っているのかをテーマにして、インターネットでのアンケートの形式で行われている。
2024年4月に行われた調査では、日本、アメリカ、イギリス、中国、韓国、インドの人々に対して調査が行われた。
- 「自分の国が良くなるか」という質問に対し、「良くなると思う」という回答が中国、インド、韓国の順位で高く、日本は6カ国のうちで最下位で、回答していた割合は15.3%であった。
- 「高齢者と若者へのどちらへの支援が充実していると思うか」という問いには日本は高齢者が若者よりも25.9%多かったのに対し、他の5カ国では同じであった。
- 「自分自身のしていることに目的や意味があるか」「将来の夢を持っているか」「自分は他人から必要とされているか」「自分は他人に誇れる個性があるか」「将来は国や社会に役立ちたい」「自分は責任ある社会の一員である」という質問では日本は調査した6カ国のうちで最下位であった。
- 「自分は大人だと思う」「自分の行動で国や社会を変えられるか」という質問には肯定は半数を切っていた。

この調査結果からは、日本の若者の自己肯定間や自己効力感の低さが数字で表れていると分析された。
2024年アメリカ合衆国大統領選挙を控えた時期での調査では、民主党の大統領候補はカマラ・ハリスであることを知っていたのは約6割で、共和党の候補はドナルド・トランプであるということを知っていたのは約8割であった。副大統領候補は民主党と共和党の共に知っていたのは1割ほどであった。
2024年11月に行われた調査では進学意欲などがたずねられた。高校卒業後に大学進学する予定では、大都市圏に居住する人は8割以上が大学進学を希望していたのに対して、地方在住は7割以下が大学進学を希望していた。大学進学しない理由については、大都市圏と地方ともに学費が高いことと、早く働きたいが上位を占めていた。進学意欲が高まった理由は大都市圏と地方共に行きたい大学があるという結果が多かった。他には大都市圏に居住している人ほど自分が暮らしてきた街に対しての評価が高かった。
2025年3月に行われた調査では就職や仕事がテーマであった。ここでは78.2%が就職や仕事に不安を持っており、約75%が同じ会社で定年まで働きたくないという結果が出た。企業を選ぶ際に重視することは給与がトップで、他には福利厚生が多かった。就職するための対策として資格取得をしている人が多かった。理想の働き方では決まっていないが最も多く、次いで終身雇用が多く、次いで2%ほど少なくなり待遇を目当てで何度も転職をしたいが多かった。フリーランスや起業や自分の可能性のために転職は少なかった。重視することは無いという回答も10%ほどあった。2025年3月には気候変動についての調査も行われる。ここでは9割近くが気候変動への不安を持っているという調査結果が出た。気候変動への対策をする主体は政府であるという回答が多かった。次いで多かったのは0.1%下がり一人ひとりであった。デモ活動や署名運動は4割ほどが有効ではないと回答していた。
2025年の第27回参議院議員通常選挙を控えた時期に行われた調査では、政治に関心があるという回答は約半数であった。政治を信頼できないと、政治を変えるべきであるという回答は約6割であった。選挙に投票に行くという回答は約4割であった。